# Pidonia shikokensis
Pidonia shikokensis is een keversoort uit de familie van de boktorren (Cerambycidae). De wetenschappelijke naam van de soort werd voor het eerst geldig gepubliceerd in 1951 door Chûjo & Hayashi.